# 太田充 (野球)
太田 充（おおた みつる、1973年 - ）は、静岡県出身の元野球選手（投手）で高校野球指導者。

## 来歴

### 現役時代
東海大第一（現・東海大静岡翔洋）高校時代は主に投手と一塁手。東海大学へ進学し、準硬式野球部でプレーした。

### 立正大淞南指導時代
現役引退後は教師になって高校野球の指導者を目指すため、採用があった島根に移り住んだ。
1996年、淞南学園（現・立正大淞南）のコーチとなり、部長を経て2007年に監督に就いた。
2009年夏、同校を初めて甲子園に導き、8強入り。2012年夏と合わせ、甲子園出場を2度果たした。
2022年、高校野球の発展や選手の育成に貢献した指導者を、日本高校野球連盟と朝日新聞社が表彰する「育成功労賞」に、島根県から選ばれた。